# Studio One (editor d'àudio)
Studio One és una estació de treball d'àudio digital, utilitzada per crear, gravar, mesclar i masteritzar música i altres tipus d'àudio. És desenvolupat per PreSonus i està disponible per macOS i Windows.

## Història

### Desenvolupament primerenc
Studio One va començar a desenvolupar-se sota el nom K2, com a continuació al KRISTAL Audio Engine. Tot i que el desenvolupament per aquesta continuació va començar el 2004, va ser traslladat el 2006 a formar part d'una cooperació entre PreSonus i KristalLabs Programari Ltd., un start-up fundat per Wolfgang Kundrus i Matthias Juwan, empleats anteriors d'Steinberg . Kundrus era un dels desenvolupadors de les versions inicials de Cubase, i va establir conceptes per la primera versió de Nuendo. Juwan era l'autor de l'original KRISTAL Motor d'Àudio, va escriure l'especificació per la versió 3 del plug-in VST estàndard, i també havia treballat en múltiples productes d'Steinberg , incloent Cubase, Nuendo, i HALion.
KristalLabs va esdevenir part de PreSonus el 2009, i l'anterior KristalLabs logo, va ser utilitzat com a base pel logo d'Studio One.
La primera versió d'Studio One va ser enunciada l'1 d'abril de 2009 a la Musikmesse, i llançat al mercat el 27 de setembre de 2009.

### Versions subsegüents
La versió 2 d'Studio One va ser anunciada el 17 d'octubre de 2011, i llençada el mercat el 31 d'octubre de 2011. Aquest llençament del programari va introduir millores múltiples, incloses la integració amb Celemony Melodyne, detecció transitòria & quantització, comping multi-pista, pistes de carpeta, edició multipista de MIDI, un navegador actualitzat, i nous plug-ins.
La integració d'Studio One versió 2 amb Melodyne va ser possible via la creació d'una nova extensió de plug-ins, coneguda com a  Àudio Accés Aleatori (ARA). Aquesta extensió, desenvolupada conjuntament per PreSonus i Celemony, permet a un plug-in aparèixer com una part integrada de l'aplicació.
La versió 3 d'Studio One va ser Llençada al mercat el 20 de maig del 2015. Les característiques noves van incloure un arranjador de pista, scratchpads per experimentació d'idees, l'habilitat d'encadenar efectes diferents i instruments, efectes de notes MIDI, nous plug-ins, i l'habilitat d'utilitzar corbes dins l'automatització.

## Característiques

### Funcionalitats bàsiques
Les característiques principals d'Estudio One inclouen les següents:
- Un multi-interfície de tacte amb la funcionalitat drag and drop i suport per pantalles múltiples, incloent pantalles HDPI.
- Integració d'edició de pistes amb Celemony Melodyne, incloent la modulació del timbre i mapping de tempo.[16]
- Un projecte separat, el qual conté eines per fer el procés de mastering, manipulant les metadatas, i l'inclusió d'opcions per crear Red Book Standard CDs o imatges de disc.[17]
- Més de 40 plug-ins i instruments virtuals de native instruments.[18]
- Suport per l'ús VST/VST2/VST3 de tercers, Audio Unit i plug-ins ReWire, per expandir la funcionalitat nativa del programari.[19]
- Suport per l'extensió ARA per plug-ins d'àudio, permetent-los integrar com a part de l'aplicació.
- Un arranjador de pista, per navegar per les seccions de les cançons i re-arranjant-los via drag-and-drop.
- Pads d'escratch, per usuaris que volen experimentar amb diferents capes de sons sense impactar la versió original.
- La funcionalitat desfes a través del procés de barrejar, inclosa la utilització amb plug-ins, instruments virtuals, routejos, cadenes d'efectes, i altres.[20]
- Integració amb SoundCloud, permetent a les cançons ser exportades directament de l'aplicació a un usuari SoundCloud.[21]
- L'habilitat de crear cadenes d'instruments virtuals i/o efectes.
- Efectes tant a la nota com al nivell de les notes MIDI, com un arpeggiator i un generador d'acords.
- Efectes per la mescla: plug-ins que es poden utilitzar per modificar/bypas i substituir el procés de mescla per un bus i/o canal específic.[22]
- Processament d'àudio de 64-bit.
- Suport per usuaris per canviar a les dreceres de teclat d'altres programaris com Pro Tools, Lògic Pro, Cubase, i Sonar.[23]

### Edicions
Estudio One està disponible en 3 edicions:
- Studio One Prime - Una edició lliure que pot ser utilitzada indefinidament, introduïda l'agost de 2015. Prime, conté un subconjunt de les característiques disponibles en altres edicions.[24]
- Studio One Artist - Una opció de cost més baix que l'edició Professional, actualment inclòs per PreSonus amb tot dels seus productes de programari.[25] L'edició Artist no inclou algunes funcionalitats disponible en l'edició Professional (com la intefície Project-level mastering), només utilitza un processament d'àudio de 32-bit (la versió Professional utilitza un processament de  64- bit), i (per defecte) no suporta plug-ins AU/VST/ReWire; tanmateix, certs afegits poden ser utilitzats per expandir l'edició Artista amb característiques addicionals de l'edició Professional.[26]
- Studio One Professional - L'edició completa, incloent totes les característiques d'Studio One, com efectes, i instruments virtuals.

### Complements
Introduït amb versió 2.6.2 el gener del 2014, els complements són elements opcionals que poden ser adquirits per separat a la botiga de PreSonus per ampliar les capacitats d'Studio One. Això pot incloure funcionalitats noves (sovint conegudes com a 'extensions') plug-ins, presets d'instruments virtuals i altres avantatges.
Els complements estan també disponiblse per expandir Studio One Artista per incloure altres funcionalitats de l'edició Professional, incloent AU/de VST/Rewire plug-ins, suport per Mp3, suport per Estudi Un Remot, i loops addicionals.

### Comandament d'Studio One
Introduït alhora que Studio One versió 3 el 2015, Studio One Remote és un app per dispositius mòbils que controla el programari sense necessitat de cables. Tot i que al principi va ser llançat per iPad, Remote també va ser llançat per tauletes Android el juny de 2017.
Aspectes d'Studio One que poden ser controlats via el Remote:
- La consola de mescles, inclosa la inserció, enviaments, entrades, sortides, i cues de mescles.
- La línea de transport i el regla del timeline, incloent marcadors i arrangajr seccions.
- Paràmetres de diferents plug-ins.

### Canvi de PreSonus
El canvi de PreSonus és un servei que permet a les versons registrades d'Estudio One, intercanviar presets de plug-ins, arxius de MIDI i altres recursos directament dins de l'aplicació. El navegador d'Studio One permet als usuaris explorar, previsualitzar, descarregar, i revisar elements penjats, a aquest servei, per altres usuaris, així com penjar els seus propis presets.

## Història de llançaments
| Any  | Data           | Versió   | Característiques claus |
| 2009 | Versió 1       | Versió 1 | Versió 1 |
| ---- | -------------- | -------- | --- |
| 2009 | 27 de setembre | 1.0.0    | Versió inicial |
| 2009 | 15 d'octubre   | 1.0.1    | Millores en el rendiment i correcció d'errors. |
| 2009 | 2 de desembre  | 1.0.2    | Millores en el rendiment i correcció d'errors. |
| 2010 | 28 d'abril     | 1.5.0    | Suport de vídeo per a QuickTime. Millores en la funció d'arrossegar. Integració de Soundcloud, millores en la manipulació del temps i millores de MIDI                      |
| 2010 | 23 de juny     | 1.5.1    | Enregistrament offset de MIDI |
| 2010 | 2 d'agost      | 1.5.2    | Correcció d'errors. |
| 2010 | 28 de setembre | 1.6.0    | Suport per Mackie d'HUI,i per VST 3.1. |
| 2010 | 18 de novembre | 1.6.1    | Millores en el rendiment i correcció d'errors |
| 2011 | 3 de gener     | 1.6.2    | Millores en el rendiment i correcció d'errors |
| 2011 | 30 de gener    | 1.6.3    | Millores en el rendiment i correcció d'errors |
| 2011 | 9 de March     | 1.6.4    | Millores en el rendiment i correcció d'errors |
| 2011 | 26 de juliol   | 1.6.5    | Millores en el rendiment i correcció d'errors |
| 2011 | Versió 2       |          | |
| 2011 | 31 d'octubre   | 2.0.0    | Suport d'ARA,Integració de Melodyne, detecció transitòria & quantització, extracció del groove, pistes de carpeta, multi-MIDI, nous plug-ins navegador actualitzat.         |
| 2011 | 31 d'octubre   | 2.0.2    | Millores en el rendiment i correcció d'errors |
| 2011 | 13 de desembre | 2.0.3    | Millores en el rendiment i correcció d'errors. |
| 2012 | 18 de gener    | 2.0.4    | Integració de PreSonus Exchange |
| 2012 | 11 d'april     | 2.0.5    | Habilitat d'assignar missatges de CC MIDI a qualsevol ordre, actualització del plug-in AmpireXT, macro toolbar                                                              |
| 2012 | 12 de juny     | 2.0.6    | Millores en el rendiment i correcció d'errors |
| 2012 | 12 de setembre | 2.0.7    | Millores en el rendiment i correcció d'errors |
| 2012 | 2 de desembre  | 2.5.0    | Edició de carpetes. millores en la transformació de les pistes. Actualització del plug-in Ampire XT, millores en l'automatització, millores d'exportació d'àudio.           |
| 2013 | 25 de febrer   | 2.5.1    | Possibilitat d'activar pistes silenciades, mode de bucle. |
| 2013 | 23 de maig     | 2.5.2    | Millores en el rendiment i correcció d'errors |
| 2013 | 29 d'agost     | 2.6.0    | Integració amb les taules de mescles StudioLive AI-series, integració amb Nimbit, actualització de la pàgina d'inici. Actualització del motor MIDI.                         |
| 2013 | 30 d'octubre   | 2.6.1    | Millores en el rendiment i correcció d'errors |
| 2014 | 28 de gener    | 2.6.2    | Suport per complements. |
| 2014 | 15 de juliol   | 2.6.3    | Habilitat d'arrossegar i adjuntar àudio a plug-ins de tercers. Suport per arxius CAF.                                                                                       |
| 2014 | 5 de novembre  | 2.6.4    | Processament de 64-bit per Mac, mode stereo per diferents canals de plug-ins.                                                                                               |
| 2014 | 8 de desembre  | 2.6.5    | Suport pel nou SoundCloud API |
| 2015 | Versió 3       | Versió 3 | Versió 3 |
| 2015 | 20 de maig     | 3.0.0    | Pistes arranjadores, actualització del navegador, cadenes d'efectes i instruments virtuals, controls macro, nous plug-ins, corbes d'automatització, controlador Studio One. |
| 2015 | 26 de juny     | 3.0.1    | Manual actualitzat, millora del multi-tacte |
| 2015 | 5 d'agost      | 3.0.2    | Versió Prime d'Studio One. |
| 2015 | 6 d'octubre    | 3.1.0    | Integració amb les interfícies Studio 192, opció per donar color a les pistes.                                                                                              |
| 2015 | 16 de desembre | 3.1.1    | Menú contextual per buscar plug-ins, habilitat per filtrar plug-ins ocults, llista estesa d'instruments.                                                                    |
| 2016 | 25 de febrer   | 3.2.0    | Efectes del motos de la mescla, faders VCA. |
| 2016 | 31de Març      | 3.2.1    | Mode bypass pels efectes de mescla, opció de mostra/ocultar els objectius del VCA.                                                                                          |
| 2016 | 19 de maig     | 3.2.2    | Millores en el rendiment i correcció d'errors |
| 2016 | 10 de juny     | 3.2.3    | Millores en el rendiment i correcció d'errors |
| 2016 | 25 d'agost     | 3.3.0    | Habilitat per deshabilitar pistes/instruments/plug-ins,millora de l'editor de batería, millores en l'edició MIDI, integració de Notion 6, nou motor de vídeo.               |
| 2016 | 6 de desembre  | 3.3.1    | Millores en el rendiment i correcció d'errors |
| 2016 | 29 de novembre | 3.3.2    | Integració amb FadePort 8, habilitat per copiar l'automatització via copiar/enganxar, habilitat d'accés a programari de teclats QWERTY via el bloqueig de majúscules.       |
| 2016 | 19 de desembre | 3.3.3    | Correcció d'errors |
| 2017 | 21 de febrer   | 3.3.4    | Millores en el rendiment i correcció d'errors |
| 2017 | 23de maig      | 3.5.0    | Habilitat per desfer a tota la mescal sencera i als plug-ins, millora del processat multi-CPU. Metratge de la ganància del projecte.                                        |
| 2017 | 27de juny      | 3.5.1    | Reducció de la latència en els instruments virtuals, actualització les balanceig del CPU, millora de la lupa, actualització de l'opció desfer pel panell de mescles.        |
| 2017 | 26 de setembre | 3.5.2    | Actualització de la finestra d'informació de les cançons llista negra amb els plug-ins VST3 incompatibles.                                                                  |
| 2017 | 28 de novembre | 3.5.3    | Suport pel FaderPort 16. |
| 2017 | 4 de setembre  | 3.5.4    | Millores en el rendiment i correcció d'errors |
| 2018 | 30 de gener    | 3.5.5    | Drecera per seleccionar Cakewalk Sonar. |
| 2018 | 27 de març     | 3.5.6    | Suport per PreSonus Studio 1810 i 1824, PreSonus StudioLive III DAW control remot, opció, macro per a reanomenar un canal.                                                  |